# Vettor Giusti del Giardino
Vettor Giusti del Giardino (Padova, 29 dicembre 1855 – Venezia, 12 febbraio 1926) è stato un politico e nobile italiano.

## Biografia
Proveniva da una famiglia di antica nobiltà di conti e marchesi dal notevole patrimonio, piuttosto attiva nella vita politica dei periodi liberale e fascista: suoi cugini erano Giovanni Giusti del Giardino, ufficiale dell'esercito dichiarato eroe di guerra e poi vicepodestà di Verona, e Francesco Giusti del Giardino, podestà di Padova e in seguito senatore del Regno.
Sindaco di Padova (1890-1893 e 1897-1899), divenne senatore del regno il 30 dicembre 1914 essendo relatore Antonino di Prampero. La nomina fu convalidata il 18 marzo 1915 e giurò il 20 marzo dello stesso anno.
È noto in quanto, sul finire della Grande Guerra, ospitò nella sua villa padovana il Re Vittorio Emanuele III; nella stessa venne firmato l'armistizio che sancì la vittoria dell'Intesa sugli Imperi Centrali.